# Погребение святой Луции
«Погребение святой Луции» (итал. Seppellimento di santa Lucia; также Погребение святой Лучии) — картина Караваджо, написанная им в 1608 году. На картине изображено погребение Луции Сиракузской — раннехристианской святой и мученицы.
Находится в церкви Санта-Лючия-фуори-ле-мура, Сиракузы. Работу неоднократно перемещали.

## История
Караваджо сбежал из тюрьмы на Мальте в Сиракузы в 1608 году. Там его римский компаньон Марио Миннити помог ему получить заказ на образ для церкви Санта-Лючия-фуори-ле-мура. Выбор темы был обусловлен тем фактом, что святая Луция являлась покровительницей Сиракуз. Тема была особенно важна для местных властей, стремившихся укрепить культ святой Луции, останки которой были украдены в Средние века.
Согласно «Золотой легенде», Луция Сиракузская раздала свое богатство бедным в благодарность за чудесное исцеление своей матери. Отвергнутая как христианка собственным женихом, ошибочно заподозрившим ее в неверности, она отказалась отречься, принесла свое целомудрие в жертву Христу и была приговорена к заточению в бордель. Чудесным образом ничто не смогло сдвинуть ее с места. Ей пронзили горло ножом, и на месте ее падения была построена церковь Санта-Луция-аль-Сеполькро в Сиракузах.

## Художественные особенности
Некоторые исследователи указывают на сходство картины с «Воскрешением Лазаря».
Рентгеновское исследование картины показало, что изначально святая Луция была обезглавлена, следуя греческой версии ее агиографии, но Караваджо изменил картину, чтобы показать только разрез на ее горле, следуя латинской версии.  Караваджо несколько раз изображал обезглавливания в своих работах, включая «Юдифь обезглавливает Олоферна», «Обезглавливание Иоанна Крестителя», «Давид с головой Голиафа» и «Медуза», но он, вероятно, изменил обезглавливание на этой картине из-за просьбы городского сената.